# Domestos

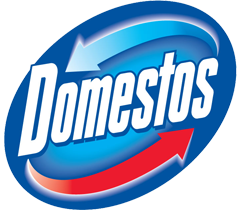

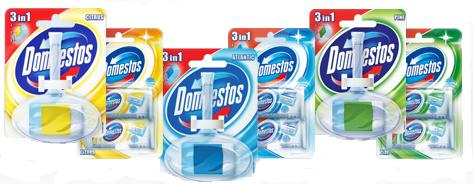
Kostki toaletowe Domestos produkcji zakładu Unilever Bydgoszcz

Domestos – międzynarodowa marka środków czystości, należąca do koncernu Unilever. Produkty Domestos są sprzedawane w co najmniej 35 krajach.

## Historia
Marka Domestos powstała w 1929 roku w Wielkiej Brytanii. Jej twórcą był Wilf Handley, który z dystrybutora umieszczonego na rowerze sprzedawał płyn czyszcząco-dezynfekujący. W miarę wzrostu sprzedaży markę Domestos zaczęto pakować w duże szklane butle. W latach 50. XX wieku zmienił się sposób pakowania na bardziej poręczny z papierową etykietą oraz charakterystyczną czerwoną zakrętką – której kształt nie uległ radykalnej zmianie do dziś.
Na początku lat 60. markę Domestos przejął Unilever, wprowadzając tym samym produkt pakowany w plastikową niebieską butelkę. Na przełomie lat 80. i 90. marka rozrosła się i obecnie oferuje szeroki asortyment płynów dezynfekujących opartych na działaniu chloru lub silnych zasad (m.in. podchloryn sodu – NaClO).

## Domestos na świecie
Domestos jest liderem na rynku środków czystości (22% udział w rynku), a w segmencie płynów do toalet opanował ponad połowę rynku (53% udział w rynku). Jest także liderem na rynku kostek toaletowych.

### Nazwa
W niektórych krajach ze względu na kwestie związane z ochroną znaków towarowych Domestos nosi inną nazwę. W Holandii i Belgii – Glorix, w Indiach i Filipinach – Domex, we Włoszech – Lysoform, natomiast w Japonii – Domesto.

## Domestos w Polsce[3]
W Polsce Domestos pojawił się na rynku w 1993 roku.
- Domestos Przedłużona moc dostępny w 7 wariantach zapachowych: Pine, Citrus, Atlantic, Pink, Original, Biel i Połysk.[4] Płyn sprzedawany w Polsce pochodzi z fabryki w Nyirbator[5] na Węgrzech oraz z fabryki Port Sunlight w Anglii[6].
- Domestos Total Hygiene: bezchlorowy płyn do WC bazujący na wybielaczu na bazie tlenu[6]. Dostępny w 3 wariantach: Lime, Citrus, Ocean[7].
- Domestos Zero Kamienia: bezchlorowy żel do WC bazujący na kwasie chlorowodorowym[6][8][9],  dostępny w 3 wariantach: lime, blue, pink[8]
- Domestos 3 w 1: dostępny w 5 wariantach zapachowych: Pine, Lime, Ocean, Lavender, Golden Blossom[10]. Kostki sprzedawane w Polsce produkowane są w fabryce w Bydgoszczy[11].
- Domestos Power 5: Dostępna w 7 wariantach z serii klasycznej i 4 z serii Power 5+[10]